# Arcicappellano
Arcicappellano era nell'Alto medioevo la carica di un alto funzionario dell' entourage dei re carolingi. Egli si occupava del personale della cappella reale e consigliava il re nelle questioni ecclesiastiche. Questo termine fu utilizzato in seguito per designare alti funzionari del re, emersi dalla disintegrazione dell'impero carolingio. Così l'arcivescovo di Lione Rèmi I fu l'arcicappellano di Carlo di Provenza.

## Elenco degli arcicappellani
- Fulrado di Saint Denis, abate di Saint Denis (†784)
- Angilramo, vescovo di Metz
- Ildebaldo di Colonia, vescovo nel 787 poi arcivescovo di Colonia fra il 794 e l'818/819
- Ilduino, abate di Saint-Denis (†840)
- Ugo l'abate (†886)
- Ildeberto di Magonza (†927)